# Grapholatrie
Grapholatrie ist ein religionswissenschaftlicher Begriff, der die kultische Verehrung der Schrift bezeichnet. Der Begriff setzt sich zusammen aus den griechischen Bestandteilen graphé (Schrift) und latreía (Verehrung/Anbetung). Etymologisch ist Grapholatrie eine Analogiebildung zum Begriff Idolatrie, der die Verehrung von Idolen und Kultbildern beschreibt und häufig eine abwertende Konnotation hat. Während Idolatrie in der Regel pejorativ verwendet wird, um die mediale Differenz zwischen Kultbild und dargestelltem Objekt zu kritisieren, hat der Begriff Grapholatrie eine rein deskriptive Bedeutung. Grapholatrie beschreibt den Umgang mit Schrift als materiellem Objekt, unabhängig vom Inhalt, und lenkt die Aufmerksamkeit auf die rituelle und kultische Dimension der Schrift. Der Begriff Grapholatrie wurde von dem Religionswissenschaftler Eckhard Nordhofen in dem Aufsatz Idolatrie und Grapholatrie eingeführt und in seinem Werk Corpora. Die anarchische Kraft des Monotheismus ausführlich beschrieben.

## Beispiele in verschiedenen Religionen

### Judentum
Im Judentum spielt die Sakralisierung der Schrift eine zentrale Rolle. Sie ist das Ergebnis eines Medienwechsels vom Kultbild zur Kultschrift. Mit ihm kam der biblische Monotheismus im babylonischen Exils Israels zum Durchbruch. Als heilig gilt insbesondere die Tora, dann aber der ganze Tanach, die hebräische Bibel und später auch die Texte des Talmud. Die Herstellung des Textes der Tora erfolgt nach strengen Vorschriften durch einen ordinierten Schreiber (Sofer). Die Schriftrollen müssen fehlerlos auf die Haut reiner Tiere geschrieben werden. Sie werden in den Synagogen in einem Schrein aufbewahrt und mit einem kostbar bestickten Vorhang (Parochet) umhüllt. Im Gottesdienst wird aus ihnen feierlich rezitiert. Von orthodoxen Gläubigen werden kleine Rollen in Kapseln (Tefillim) auf der Stirn getragen und als Berührungsreliquien (Mesusa) an Türpfosten angebracht.

### Christentum
Im Christentum übernimmt das Neue Testament ebenfalls die Rolle einer Heiligen Schrift in Anlehnung an die Tora. In der Reformation wird die Heilige Schrift unter dem Motto Sola scriptura besonders hervorgehoben. Auch in der katholischen Kirche und orthodoxen Kirche genießt die Schrift kultische Verehrung. Die Bibeltexte werden in Sakralsprachen rezitiert und bilden die Grundlage vieler liturgischer Praktiken.
Für die frühen Christen galt der jüdische Tanach, insbesondere die Tora weiterhin als Heilige Schrift. Aus ihr hatte sich die Erwartung eines Messias (griech. Christos) entwickelt, die sie in Jesus von Nazareth erfüllt sahen. Die Schriften des Neuen Testaments sind das Ergebnis einer Kanonbildung nach dem Vorbild der Tora, bei der die sogenannten apokryphen Schriften ausgesondert wurden. Sie war um ca. 350 n. Chr. abgeschlossen. Die Autoren der neutestamentlichen Schriften sind namentlich bekannt. Ihre Wirkungsgeschichte ist von der Vorstellung einer göttlichen Inspiration bestimmt. Auch wenn sie, anders als die Tora, keinen göttlichen Ursprung beanspruchen, übernehmen sie von dieser das Konzept einer Heiligen Schrift. Unter diesem Titel werden die Bücher des Alten und Neuen Testaments zusammengefasst. Sie gelten in allen christlichen Konfessionen als der maßstäbliche Referenztext.
In der Reformation wird die Heilige Schrift grapholatrisch verstärkt. Unter dem Motto Sola scriptura wird sie zum alleinigen Maßstab der Verkündigung gemacht und steht im Mittelpunkt des Gottesdienstes. Bei der Konfirmation und anderen Kasualien kommt es zur Widmung von ausgesuchten Bibelsprüchen. In den Losungen der Herrnhuter „Brüdergemeine“ bilden sie die Grundlage einer eigenen Frömmigkeitspraxis. Auch wenn im Katholizismus und der Orthodoxie die kirchliche Überlieferung und die Sakramente im Zentrum von Theologie und Gottesdienst stehen, genießt auch hier die Schrift kultische Verehrung. So wird zum Beispiel das Evangelienbuch mit Weihrauch verehrt und geküsst, es wird von Kerzen flankiert, in einer Prozession zum Ambo (Lesepult) getragen und mit ihm wird gesegnet. 
In allen christlichen Gemeinschaften gibt es Sakralsprachen, die den Abstand zur Alltagssprache markieren. Dies gilt besonders für alle orientalischen Kirchen. Seit dem Zweiten vatikanischen Konzil wird in der katholischen Kirche das Latein mehr und mehr zugunsten der jeweiligen Volkssprache zurückgedrängt. Im Protestantismus lässt sich seit Martin Luthers Impuls, dem „Volk aufs Maul zu schauen“ eine Gegenbewegung beobachten, die sich in den aktuellen Versuchen, die „Bibel in einfacher Sprache“ oder in Dialektübersetzungen fortsetzt. In der Praxis der Gottesdienste hält sich dagegen der Luthertext, der es inzwischen auch hier möglich macht, durch altertümliches Deutsch die alteritäre Differenz zur Alltagssprache zu markieren.

### Islam
Im Islam wird der Text des Korans durch kunstvolle Kalligraphie zum Beispiel an Gebäuden und Inschriften hervorgehoben und ästhetisch gesteigert. Die Codices sind aufwendig gestaltet und geschmückt. Die Rezitation des Korans erfolgt feierlich, oft durch Gesang begleitet. In einigen Ländern werden Suren auswendig gelernt und im Chor rezitiert, ohne dass der Sinn der einzelnen Worte im Vordergrund steht. Dieses Auseinandertreten von Textverständnis und kultischer Praxis ist ein deutliches Kennzeichen für Grapholatrie. Dem entspricht das Narrativ von der Entstehung des Korans: Der Legende nach empfängt der Prophet Muhammed den heiligen Text direkt von Allah, der ihm ins Schreibrohr diktiert. Diese Ätiologie sorgt dafür, dass der Text ein für alle mal göttliche Qualität besitzt. Er gilt damit als präexistent und ewig. Dies ist für die meisten islamischen Gelehrten ein Hindernis, ihn durch Historisierung und Relativierung zu modernisieren.

## Religionsgeschichtliche Entwicklung
Die Grapholatrie spielt eine zentrale Rolle in der Entstehungsgeschichte des biblischen Monotheismus. Die Kritik an der Idolatrie und die Hinwendung zur Schrift als Medium der göttlichen Offenbarung markieren den Medienwechsel, der im Judentum während des Babylonischen Exils zum Durchbruch kommt. Im Buch Exodus wird die Schrift selbst als göttlich legitimiertes Medium dargestellt, das durch den „Finger Gottes“ bzw. durch Mose im „Offenbarungszelt“ geschrieben wurde. Die im Christentum entstandene Bibelexegese betreibt eine historisierende Textkritik. Sie rekonstruiert in der Redaktionsgeschichte die Entstehung der biblischen Bücher und bezieht sie auf ihre historischen Bedingungen. Der philologische, wissenschaftliche Umgang mit den Texten eröffnet einen anderen Zugang zur Interpretation der biblischen Schriften, die weiterhin in ihrer Gesamtheit als Heilsgeschichte überliefert werden.

## Weitere Beispiele
Ein weiteres Beispiel für Grapholatrie findet sich in den tibetischen Gebetsmühlen, die den schriftlichen Gebetsakt mechanisch vervielfältigen und somit eine Objektivierung des Gebets ermöglichen.